# Grb Bjelorusije
Grb Bjelorusije (zapravo amblem) usvojen je 1995. godine na istom referendumu kada i bjeloruska zastava. Ovim grbom zamijenjen je od 1991. do 1995. rabljeni povijesni grb Pahonija.

## Simboli
Unatoč činjenici da Bjelorusi dijele različit etnički identitet i jezik, nikada prije toga nisu imali politički suverenitet prije 1991. godine, osim tijekom kratkog razdoblja 1918. godine, kada je kratkotrajna Bjeloruska Narodna Republika konjanika koristila kao svoj amblem. Jedinstveni bjeloruski nacionalni simboli nisu stvoreni kao rezultat strane vlasti bjeloruskih teritorija od strane Pruske, Poljske, Litve i Rusije sve do 20 stoljeća.
Grb se oslanja na dizajn onoga iz sovjetskog vremena i mijenja samo određene elemente. U komunističkom maniru, središnji dio amblema predstavlja dio Zemljine lopte iznad kojega se nalazi Sunce i zemljovid Bjelorusije. Središnji dio okružen je klasjem pšenice na čijem se vrhu nalazi zvijezda petokraka (iako Bjelorusija službeno nije komunistička zemlja) i koje je pri dnu obavijeno trakama u boji bjeloruske zastave uz zlatni natpis Republika Bjelorusija.

## Galerija
- 1581.
- 1588.
- 1882.
- 1918.
- 1919. – 1927.
- 1927. – 1937.
- 1938. – 1991.
- 1991. – 1995.

## Također pogledajte
- Grb Bjeloruske SSR